# Ashland (hrabstwo Chemung)
Ashland – miasto w Stanach Zjednoczonych, w stanie Nowy Jork, w hrabstwie Chemung.